# Басмат-Табун
Басмат-Табун (араб. بسمة طبعون‎, ивр. בסמת טבעון‎) — местный совет в Израиле. Расположен северо-западнее городка Кирьят Тивон, в Нижней Галилее, с него открывается вид на долину Звулун. Поселок примыкает к национальному парку Алоним, находится близко к туристическому маршруту по ручью Ципори.

## История
Основан в 1965 году для бедуинских племён Араб-аль-Саадия и Араб-аль-Збейдат переселившихся в данном районе во времена британского мандата.
В начале 1990-х годов в Басмат-Табун переселились ещё 3 племени из округи, для которых появились 3 новых района.

## Население
По данным Центрального статистического бюро Израиля, население на начало 2020 года составляло 7 916 человек.

## Экономика
Управление развития Галилеи совместно с Министерством туризма и Министерством социального равенства продвигает в Басмат- Табун проект "Исчезнувший мир" с целью продвижения туризма в бедуинском обществе.
В рамках этого проекта местный бедуинский скульптор Салах Алесат представляет свои деревянные скульптуры.